# 堂島薬師堂
堂島薬師堂（どうじまやくしどう）は、大阪府大阪市北区堂島の堂島アバンザにある薬師堂。「堂島」の地名の由来になったといわれている。

## 歴史
聖徳太子が四天王寺を創建した際に暴風雨で難破した建築用木材の運搬船が流れ着いたところに堂宇を建てたのが起源と伝わっている。
堂島は明治時代まで堂島川と曽根崎川（蜆川）に挟まれた中州の島で、薬師堂のある島が「堂島」の地名になったと言われる。第二次世界大戦後は毎日新聞大阪本社の社屋拡張により東方へ移転したが、1999年（平成11年）の堂島アバンザの建設にあたり当地へ移った。
堂内には室町時代作の薬師如来像のほか、地蔵菩薩像、弘法大師像などが安置され、節分の日には厄払いと鬼追い行事が行われる。またマジックミラーを組み合わせた特徴的な薬師堂となっており、毎月2回の法要と毎年2月に行われる節分お水汲み祭りには、奈良県の薬師寺の僧侶がお経を唱えている。

## 交通
- JR「北新地駅」より徒歩で約1分。
- Osaka Metro四つ橋線「西梅田駅」より徒歩で約1分。